# Bates Motel (sezon 1)
Sezon pierwszy Bates Motel rozpoczął się 18 marca 2013 roku w Stanach Zjednoczonych, na antenie stacji A&E. Liczy 10 odcinków. W Polsce sezon wyemitowany był przez stację 13th Street Universal.

## Obsada
- Vera Farmiga jako Norma Bates
- Freddie Highmore jako Norman Bates[1]
- Max Thieriot jako Dylan Massett
- Olivia Cooke jako Emma Decody
- Nicola Peltz jako Bradley Martin[2]

## Role drugoplanowe
- Nestor Carbonell jako szeryf Alex Romero[3]
- Mike Vogel jako szeryf Zack Shelby[3]
- Keegan Connor Tracy jako pani Blair Watson[4]
- Jere Burns jako Jake Abernathy[5]
- Ian Hart jako Will Decody
- Terry Chen jako Ethan Chang
- Diana Bang jako Jiao

## Gościnne występy
- W. Earl Brown jako Keith Summers
- Jillian Fargey jako Maggie Summers

| Nr | #  | Tytuł                          | Polski tytuł                   | Reżyseria      | Scenariusz                                | Premiera A&E     | Premiera 13th Street Universal | Oglądalność (mln) |
| --- | -- | ------------------------------ | ------------------------------ | -------------- | ----------------------------------------- | ---------------- | ------------------------------ | ----------------- |
| 1 | 1  | First You Dream, Then You Die  | Najpierw sny, potem śmierć     | Tucker Gates   | Carlton Cuse Kerry Ehrin Anthony Cipriano | 18 marca 2013    | 14 kwietnia 2013               | 3,043             |
| Po przeprowadzce do White Pine Bay Norman rozpoczyna naukę w nowej szkole. W drodze do niej spotyka grupę kilka nowych koleżanek. Wśród nich jest Bradley Martin, która wpada mu w oko. W tym czasie Norma rozpoczyna prace remontowe w motelu. W pewnej chwili kobietę nachodzi jego dawny właściciel, Keith Summers. Mężczyzna informuje, że chce odzyskać utracony majątek. Poirytowana pani Bates wypędza go z posesji, dając do zrozumienia, że powinien jak najszybciej zapomnieć o swoim pomyśle. Wieczorem do domu Normana puka Bradley. Dziewczyna chce namówić go na wspólną naukę w bibliotece. Norma, zaskoczona wizytą nastolatki, zmusza syna do pozostania w domu i pomocy przy rozpakowywaniu rzeczy. Mimo jej zakazu chłopak wymyka się przez okno, aby spędzić trochę czasu ze znajomymi. Wkrótce przekonuje się, że dziewczyny zamiast do biblioteki idą do baru, gdzie czeka na nich chłopak Bradley, Richard. Pod nieobecność Normana do domu Normy włamuje się Keith i twierdząc, że wszystko co znajduje się w jego domu jest jego własnością zaczyna gwałcić Normę. Na szczęście nastolatek wraca w samą porę. Udaje mu się ogłuszyć napastnika, podczas gdy Norma skuwa mu dłonie kajdankami, a Norman zauważając rozcięcie na dłoni matki idzie po apteczkę. Gdy Summers zaczyna odzyskiwać przytomność, prowokuje Normę stwierdzeniem, że gwałt się jej podobał, na co Norma chwyta nóż i dźga nim swego oprawcę. Norman chce wezwać policję, ale matka powstrzymuje go, twierdząc, że informacje o gwałcie i morderstwie z udziałem właścicielki pozbawią ich klientów. Wspólnie postanawiają ukryć zwłoki w wannie w motelu. Niosąc ciało, brudzą krwią dywany, których Norma musi się teraz jakoś pozbyć. W jednym z pokoi Norman znajduje dziennik, którego właściciel szkicował kobiety w drastycznych sytuacjach. Gdy Norma zajmuje się usuwaniem śladów zbrodni, pod motel podjeżdża miejscowy szeryf ze swoim zastępcą. Stróż prawa jest niezwykle podejrzliwy i chce przyjrzeć się pokojowi w którym dywan usuwał Norman. Nie widząc niczego podejrzanego szeryf Romero prosi o możliwość skorzystania z toalety i po skutecznym kłamstwie Normy o zepsutej spłuczce, zamyka za sobą drzwi do łazienki, w której wannie leży ciało Summersa. Norma i Norman bojąc się, że ktoś znajdzie ciało Summersa, wynoszą je i wrzucają do rzeki. |    |                                |                                |                |                                           |                  |                                |                   |
| 2 | 2  | Nice Town You Picked, Norma... | Wybrałaś miłe miasto, Normo... | Tucker Gates   | Kerry Ehrin                               | 25 marca 2013    | 21 kwietnia 2013               | 2,843             |
| Norma jest niemile zaskoczona nagłą wizytą najstarszego syna, Dylana Massetta. Ma nadzieję, że chłopak weźmie od niej trochę pieniędzy i wyjedzie, ale on postanawia zostać. Dylan nienawidzi swojej matki i nie dogaduje się z Normanem, lecz szybko poznaje miasto i wydeptuje w nim własne ścieżki. Tymczasem Norman pracuje nad szkolnym projektem z koleżanką Emmą Decody. Dziewczyna znajduje notes z zagadkowymi szkicami. Podejrzewa, że sceny, jakie przedstawiono na obrazkach wydarzyły się naprawdę. Oboje postanawiają odwiedzić miejsca, które rozpoznała Emma. Odkrywają coś interesującego. Wkrótce Norman i jego koleżanka Bradley, stają się świadkami wypadku samochodowego, którego uczestnikiem jest ojciec dziewczyny. Ciało mężczyzny jest poparzone. Okazuje się, że obrażenia są wynikiem pożaru, jaki wybuchł u niego w magazynie. |    |                                |                                |                |                                           |                  |                                |                   |
| 3 | 3  | What's Wrong With Norman       | Co się dzieje z Normanem?      | Paul Edwards   | Jeff Wadlow                               | 1 kwietnia 2013  | 28 kwietnia 2013               | 2,823             |
| Dylan rozpoczyna pracę stróża przy polu marihuany, ukrytym w lesie. W szkole Norman spotyka Emmę. Prosi ją, aby oddała mu dziennik. Dziewczyna droczy się z nim, ale w końcu ustępuje. W trakcie lekcji chłopak nie może wymazać z pamięci szkicu, który zapamiętał. Gdy nauczycielka, widząc jego roztargnienie, pyta, czy wszystko z nim w porządku, Bates mdleje. Pogotowie zabiera go do szpitala. Norman zakrada się do domu zastępcy szeryfa po to by ukraść obciążający go i matkę pas Keitha. |    |                                |                                |                |                                           |                  |                                |                   |
| 4 | 4  | Trust Me                       | Zaufaj mi                      | Johan Renck    | Kerry Ehrin                               | 8 kwietnia 2015  | 5 maja 2013                    | 2,301             |
| Norman opowiada matce o znalezisku w domu Shelby'ego. Kobieta jednak mu nie wierzy, ale postanawia sama sprawdzić piwnicę kochankę. Romero bierze Normę w krzyżowy ogień pytań w związku ze śmiercią Keitha. Norman wyjawia Dylanowi prawdę o zabójstwie mężczyzny. Romero postanawia aresztować Normę. |    |                                |                                |                |                                           |                  |                                |                   |
| 5 | 5  | Ocean View                     | Widok na ocean                 | David Straiton | Jeff Wadlow                               | 15 kwietnia 2013 | 12 maja 2013                   | 2,659             |
| Norman wraca do domu po nocy spędzonej z Bradley i dowiaduje się od Dylana, że Norma została aresztowana. Norman postanawia zdobyć pieniądze na kaucję przez zastawienie aktu notarialnego motelu, podczas gdy Dylan zaczyna myśleć o wynajęciu domu w okolicy i przeprowadzeniu się tam razem z Normanem. Bradley nie odzywa się do Normana, podobnie jak jego matka, która ma mu za złe, że spędził noc poza domem podczas gdy ona martwiła się możliwą izolacją od syna, kiedy ona sama trafi do więzienia. Podczas powrotu od adwokata, który ma bronić Normy przed sądem wywiązuje się między nimi kłótnia, w której Norman jest oskarżany przez matkę o zdradzenie tajemnicy morderstwa Dylanowi. Kiedy starszy brat Normana dowiaduje się o kłótni i fakcie, że matka kazała mu wracać pieszo, proponuje Normanowi wyprowadzenie się z nim do tytułowego domu z widokiem na ocean. Norman wprawdzie dostrzega problemy matki jednak chcąc pozostać jej lojalnym deklaruje chęć pomagania jej. Dylan dostaje dużą pożyczkę od Ethana, który w chwilę później zostaje postrzelony w szyję przez obcego mężczyznę. Starając się zatamować krwawienie, Dylan odwozi kolegę do szpitala, skąd ucieka pick-upem Ethana, nie potrafiąc podać jego nazwiska. Shelby spotyka się z Normą w nocy i gdy ta obrażona chce odejść, wyznaje jej miłość i obiecuje zająć się jej sprawą. Shelby jedzie na posterunek i pozbywa się dowodów obciążających normę w sprawie o zabójstwo Summersa. W tym samym czasie Dylan przypadkiem dostrzega mężczyznę, który postrzelił Ethana i zaczyna ścigać go ciężarówką aż ostatecznie przejeżdża po nim. Następnego dnia Emma próbuje rozgryźć zagadkę zniknięcia dziewczyny z domu Shelby'ego i namierza łódź należącą do Summersa, na którą później udaje się z Normanem. Norma dowiaduje się od swojego adwokata, o odmowie udostępnienia dowodów i plotce, że materiał dowodowy zaginął o czym też informuje Normana. Ten dowiedziawszy się, że wszystko stało się za udziałem Shelby'ego podnosi swoje argumenty o uzależnieniu Normy od policjanta. Wychodząc z domu spotyka Emmę, która chce powiedzieć mu o swoich domysłach, że dziewczyna z piwnicy Shelby'ego została przeniesiona na łódź Summersa, podczas gdy jego wspólnik (Shelby) wiedział, że ten nie żyje. W trakcie rozmowy Norman informuje Emmę, że jest w związku z Bradley, pomimo braku świadomości jej stanowiska. Emma płacze i próbuje wytłumaczyć ich relację jako opartą wyłącznie na seksie. Wieczorem wspólnie z Emmą, Norman udaje się do przystani, gdzie na łodzi znajdują zamkniętą dziewczynę i przewożą ją wspólnie do motelu. Tam spotykają Normę, która nie mogąc uwierzyć w doświadczenia porwanej, prosi o identyfikację oprawcy na zdjęciu w gazecie przedstawiającym Shelby'ego podczas festynu. |    |                                |                                |                |                                           |                  |                                |                   |
| 6 | 6  | The Truth                      | Prawda                         | Tucker Gates   | Carlton Cuse Kerry Ehrin                  | 22 kwietnia 2013 | 19 maja 2013                   | 2,928             |
| Norman próbuje rozmawiać z matką o winie Shelby'ego, ta jednak pozostaje obojętna do czasu aż traci nad sobą panowanie i chce pojechać do policjanta aby z nim porozmawiać. Norman odwodzi ją od tego pomysłu obietnicą, że jako zły człowiek, Shelby dostanie za swoje. Dylan rozmawia z szefem o postrzeleniu Ethana i wizycie w szpitalu a zapytany o winnego, informuje że go przejechał. W odpowiedzi dostaje od szefa wytyczne jak pozbyć się samochodu Ethana, który podpala w lesie i w chwilę później poznaje swojego nowego partnera, który ma dla niego pracować. W motelu Emma namawia Batesów na zgłoszenie się na policję ze sprawą azjatyckich niewolniczek, jednak Norma odmawia i obiecuje wstrzymać się ze zgłoszeniem do następnego dnia, nie zamierzając dotrzymać obietnicy. Norma przygotowuje się do wizyty u Shelby'ego, jednak przekonana przez Dylana zostaje w domu i powierza sprawę swoim synom. Dylan i Norman udają się na łódź Summersa, gdzie razem szukają pasa ukrytego przez Shelby'ego. Podczas poszukiwań Dylan podaje w wątpliwość okoliczności śmierci ojca Normana i stwierdza, że winną śmierci jest jego matka, zaś w chwilę później odnajduje pas w skrytce pod sufitem. Pod nieobecność braci Normę odwiedza Shelby i nakłania ją na czułości, a ona niechętnie zgadza się na seks w motelowym pokoju, nieopodal pokoju azjatki. Słysząc hałas wody Shelby chce sprawdzić co się dzieje i trafia do pokoju w którym prysznic bierze porwana dziewczyna. Norma próbuje kłamać, że mieszka w tym pokoju malarz z Sacramento, jednak Shelby nie daje się nabrać a w chwilę później drzwi otwiera lokatorka. Wszyscy orientują się w sytuacji i Shelby zaczyna gonić swoją ofiarę, do której oddaje strzał, jednak popchnięty przez Normę chybił i w gniewie popycha ją na ziemię aby móc kontynuować pościg. Chwilę później pod motel podjeżdżają bracia, przekazując informację o pasie i planowanej wyprowadzce Normana, sami zaś słyszą wieści o obecności Shelby'ego. Podczas dyskusji, Norman zadaje matce pytanie czy zabiła jego ojca. Do dyskusji włącza się również Shelby, terroryzując trójkę bronią, rozbrajając Dylana i prowadząc ich do domu. Tam z kolei obwinia Normana i przykłada mu broń do skroni. Norma staje w obronie młodszego syna i zostaje uderzona przez napastnika, co prowokuje Normana do ataku. Shelby upuszcza broń, którą przejmuje Dylan zmuszając go do ucieczki. W domu wywiązuje się strzelanina, w wyniku której Dylan zostaje postrzelony w ramię, a Shelby w udo. Chcąc zabić Shelby'ego Dylan dowiaduje się, że opróżnił magazynek i zostaje zmuszony do odwrotu. Podczas gdy Shelby szuka Dylana, Norma z drugim synem próbują uciec z domu i wzywają pomoc. Gdy siedzą w samochodzie i Norma orientuje się, że nie wzięła kluczyków, z domu dochodzą ich dwa wystrzały, a na zewnątrz wychodzi poraniony Shelby, który po chwili upada martwy a za nim wybiega Dylan. Po śmierci Shelby'ego Norma i Dylan odbywają szczerą rozmowę o śmierci ojca Normana. W retrospekcji pokazana jest scena w której Norma i Sam kłócą się o domowy budżet, zaś gdy dochodzi do przemocy ze strony męża, do akcji wkracza Norman uderzając go w głowę i zabijając. Norma odsyła syna do pokoju i pozoruje wypadek w garażu o którym pamięta Norman. Opowieść Normy i prośba o pomoc lub nie przeszkadzanie przekonują do niej Dylana, podczas gdy pod dom podjeżdża radiowóz. |    |                                |                                |                |                                           |                  |                                |                   |
| 7 | 7  | The Man in Number 9            | Człowiek z pokoju 9            | SJ Clarkson    | Kerry Ehrin                               | 29 kwietnia 2013 | 26 maja 2013                   | 2,985             |
| Szeryf Romero przyjeżdża na miejsce wezwania, gdzie zastaje Batesów, Dylana i martwego Shelby'ego. Norma w domu dzieli się z funkcjonariuszem całą prawdą o sprawie Summersa i Shelby'ego, natomiast Romero proponuje jej inną wersję zakładającą oskarżenie Shelby'ego o korupcję i spór między nim a Summersem. Pomimo protestów Dylana, rodzina zgadza się na wersję wydarzeń proponowaną przez policjanta. Gdy życie rodziny wraca do normy, Norma prosi Normana o naprawienie kratki pod gankiem, gdzie ten znajduje agresywnego psa. W tym samym czasie Norma przygotowuje śniadanie dla Dylana, chcąc mu podziękować za udział w ostatnich wydarzeniach, ten jednak utrzymuje chęć wyprowadzenia się. Podczas wyrzucania śmieci, Dylan rozmawia z obcym mężczyzną w eleganckim samochodzie i jest pytany o Motel Seafairer oraz Keitha Summersa. Chłopak odpowiada zgodnie z prawdą, po czym mężczyzna odjeżdża. Norman w szkole spotyka Bradley, po raz pierwszy od wspólnie spędzonej nocy, dziewczyna jednak nie okazuje chęci rozmowy z nim. Norma jedzie do okolicznej restauracji z ulotkami swojego motelu i proponuje kierownikowi wzajemną promocję, jednak słysząc odmowę dopytuje o jej przyczyny i słyszy o złej reputacji motelu oraz historii z jej kochankiem i poprzednim właścicielem motelu. Wieczorem, gdy Norma kończy pracę i wyrzuca ulotki restauracji (nie jest jasne czy restauratorka się zgodziła na wiązaną promocję), dostrzega że do pokoju numer 9 próbuje wejść obcy mężczyzna. W rozmowie przedstawia się jako Jake Abernathy i stwierdza, że ma tygodniową rezerwację co drugi miesiąc, ale jego klucz nie pasuje do zamka. Norma oferuje nowy klucz, ale mężczyzna nalega na pokój numer 9. Gdy do motelu wraca Dylan, rozpoznaje samochód mężczyzny z którym rozmawiał tego samego dnia rano i postanawia poprosić go o dokumenty do wypełnienia karty meldunkowej. Lokator z pokoju numer 9 niechętnie pokazuje prawo jazdy, a zamiast karty kredytowej, płaci gotówką. Dylan wraca do domu i dzieli się tymi informacjami z Normą, która próbuje zatrzeć ślady śmierci Shelby'ego na schodach w obawie o rozprzestrzenianie się w mieście plotek na temat motelu. Następnego dnia Norman i Dylan kupują farbę i rozmawiają o wyprowadzce starszego, młodszy jednak z niej rezygnuje i dostrzega Bradley. W trakcie rozmowy z dziewczyną, Dylan dowiaduje się, że pracuje on dla tego samego człowieka co ojciec Bradley i składa jej wyrazy współczucia, zaś Normana pyta o jego relację z nią. W nocy Norma budzi się słysząc hałas powodowany przez niedomknięte drzwi na parterze. Następnego dnia w domu Batesów wizytuje Emma, z którą Norman nie chce się widzieć. Norma, która okłamuje ją, twierdząc że Norman źle się czuje, a następnie oferuje jej wspólne zakupy. Podczas jazdy Norma stara się uspokoić Emmę i rozmawiają o tym dlaczego Norman wydaje się nieobecny. Gdy przyjeżdżają do sklepu, Emma opisuje Bradley jako lokomotywę energii seksualnej i pokazuje Normie dziewczynę która ćwiczy jogę. Norma orientuje się, że ją pamięta z pierwszej wizyty po tym jak wprowadzili się do motelu. Po powrocie do domu Norma ostentacyjnie zabrania Normanowi karmienia psa, którego znalazł wcześniej przy ganku. Po skończonej kolacji oboje zmywają naczynia i wywiązuje się rozmowa dotycząca Bradley i wątpliwości Normy jakoby dziewczyna miała uczciwe intencje wobec jej syna. Norman mówi matce, że bardzo lubi Bradley i ich relacja wykracza poza sferę erotyczną, po czym wywiązuje się kłótnia o zatrudnienie Emmy w motelu. Norman wychodzi denerwując tym matkę i udaje się do domu Bradley, gdzie wyznaje jej miłość, ta jednak odrzuca jego uczucia. Norman odchodzi, a Bradley biegnie za nim, aby go przeprosić. W motelu do Normy przychodzi lokator z pokoju numer 9 i wywiązuje się między nimi rozmowa w której gość chwali motel i oferuje rekomendacje w okolicy oraz prosi o zapewnienie tych samych warunków jakie oferował Keith Summers. Oczekuje on rezerwacji co dwa miesiące przez tydzień wszystkich pokoi w motelu i oferuje płatność gotówką z góry. W odpowiedzi Norma zadaje jedynie pytanie o to czy lokatorzy robią coś nielegalnego i zgadza się na te warunki. Norman podczas powrotu do domu dostrzega swojego psa, który zostaje przejechany przez przypadkowego kierowcę o co obwinia się Norman. Chłopak chce zawieźć martwego psa do ojca Emmy zajmującego się wypychaniem zwierząt. |    |                                |                                |                |                                           |                  |                                |                   |
| 8 | 8  | A Boy and His Dog              | Chłopak i jego pies            | Ed Bianchi     | Bill Balas                                | 6 maja 2013      | 2 czerwca 2013                 | 2,709             |
| Norman wizytuje u ojca Emmy, oczekując że wypcha on jego martwego psa. Chłopak wykazuje również zainteresowanie pracą mężczyzny i otrzymuje ofertę przyuczania do zawodu. W szkole Emma ma problemy z oddychaniem i udaje się do łazienki aby wziąć leki. Tamże podsłuchuje rozmowę koleżanek Bradley o Normanie, które podają w wątpliwość, że dziewczyna mogłaby iść z nim do łóżka. Emma ujawnia swoją obecność i oświadcza dziewczynom, że spekulują o tym co już się stało. W domu Norma czyta gazetę z artykułem o mającej się rozpocząć budowie obwodnicy oraz dzwoni do szeryfa Romero. Dylan dostaje od szefa zadanie odebrania trymerów, nie dowiaduje się jednak czym się oni zajmują. W szkole Bradley oskarża Normana o rozpowiadanie informacji na temat łączących ich relacji, ale chłopak nie widzi w tym nic złego. Ich kłótnie dostrzega nauczycielka Normana i zaczyna iść za wychodzącym chłopakiem, ten jednak odmawia i krzycząc na nią odchodzi. Norma podejmuje się sprzątnięcia w pokoju zajmowanym przez gościa. Wywiązuje się między nimi rozmowa na temat poprzedniego właściciela i wydarzeń jakie miały miejsce w motelu, po czym Norma uzyskuje od nieznajomego potwierdzenie, że motel był przykrywką do handlu ludźmi. Dostrzegając niepokojące zachowanie lokatora wychodzi, rezygnując z dalszej rozmowy. Norma udaje się do biura szeryfa Romero i prosi go o pomoc w otrzymaniu stanowiska w radzie planistycznej miasta, chcąc mieć wpływ na decyzję o budowie obwodnicy. Między nimi dochodzi do wymiany zdań w której Romero grozi Normie i informuje ją, że nie jest jej nic winien. Po wyjściu z biura szeryfa Norma odbiera telefon od dyrektora szkoły Normana. Dylan dowiaduje się czego konkretnie dotyczy jego zadanie i ze swoim nowym partnerem wyrusza w podróż do innego stanu. Norman rozmawia z Emmą i pyta ją o informacje jakimi dzieli się z jego matką i znajomymi w szkole. W szkole norma słyszy od dyrektora i nauczycielki ich wątpliwości co do stabilności emocjonalnej jej młodszego syna i sugestie o skierowaniu go do psychologa. Podczas podróży Dylan z partnerem zatrzymują się w barze, gdzie piją i w wyniku kłótni o zależność służbową wszczynają między sobą bójkę, która z kolei inicjuje szczerą rozmowę o organizacji w jakiej pracują. Dylan dowiaduje się, że w rzeczywistości pracuje dla bossa, którego ma poznać w swoim czasie oraz poznaje możliwości rezygnacji z pracy którą się zajmuje. Norman w domu przeprasza swoją matkę za zachowanie w szkole i prosi ją o podwiezienie do ojca Emmy, który preparuje skórę i futro suczki Normana. Chłopak przedstawia swoją matkę ojcu Emmy, który rozpoczyna z nią rozmowę o zainteresowaniu Normana obszarem preparowania zwierzęcych skór. Dylan odbiera trymerów z miejsca spotkania i ignoruje ostrzeżenie swojego kolegi, o tym że jeden z nich nie powinien być zabrany. Norma wracając do motelu zauważa jak jej gość odjeżdża i postanawia go śledzić. Trafia ostatecznie do przystani, gdzie mężczyzna sprawdza jedną z łodzi. Dochodzi do ich spotkania i Norma zostaje oskarżona o śledzenie swojego gościa, który zdradza swoją wiedzę o życiu Normy. Norman wraz z matką udaje się na wizytę u psychologa, podczas której na większość pytań odpowiada ona sama, dzięki czemu lekarz informuje, że lepszym rozwiązaniem będzie jeśli Norman przyjdzie na terapię sam. Psycholog podkreśla nadmierny wpływ matki na syna i zaprasza ją na indywidualną terapię, którą Norma traktuje jako obrazę. Oboje wracają do domu, a Norma podejmuje rozmowę z gościem w pokoju numer 9. Zwraca mu pieniądze i żąda wyprowadzenia się. W odpowiedzi na groźbę wezwania policji. Jake również jej grozi, ale wyprowadza się. Dylan wraz z partnerem i trymerami jadą do White Pine Bay, jednak jeden z ich pasażerów śpiewa i gra na gitarze. Kierowca prosi go o ciszę, na co ten reaguje prośbą o postój, ale słysząc negatywną odpowiedź grozi odmową uczestnictwa Gillowi w przyszłym roku. Dylan decyduje o wyproszeniu z samochodu inicjatora buntu a gdy dociera do motelu swojej matki, kwateruje w nim trymerów. Norma uradowana obrotem sprawy wraca do domu aby przebrać się i otworzyć recepcję, ale w swoim łóżku znajduje zaszyte po sekcji zwłoki Shelby'ego z przyczepioną gwiazdą na piersi. |    |                                |                                |                |                                           |                  |                                |                   |
| 9 | 9  | Underwater                     | Pod wodą                       | Tucker Gates   | Carlton Cuse Kerry Ehrin                  | 13 maja 2013     | 9 czerwca 2013                 | 2,476             |
| Norma opowiada szeryfowi Romero w jaki sposób znalazła w swoim łóżku zwłoki byłego zastępcy szeryfa – Zacka Shelby'ego, z którym wcześniej sypiała. Norma oskarża o podłożenie zwłok Jake’a Abernathy'ego i udostępnia policji jego dane. Dylan z Normanem wynoszą zniszczony materac i spierają się o jego przydatność do użycia, kiedy dołącza do nich Norma, która nagle wyczuwa zapach palonej marihuany. Kobieta udaje się do swoich nowych lokatorów i zabrania im używania narkotyków w jej motelu. Całą winą obarcza Dylana i deklarując swoją nienawiść do miasta chce się z niego wyprowadzić, o czym informuje synów. Norman śni w nocy o tym jak topi w wannie Bradley. W motelu Norma spotyka Emmę, która podejmuje się zadania poukładania dokumentów w biurze, jednak właścicielka każe jej wszystko wyrzucić poza dokumentami własnościowymi. Wychodząc z biura,Norma dostaje kwiaty z liścikiem o treści: „Do zobaczenia wkrótce” i każe je również wyrzucić. Sprawę próbuje zgłosić nieobecnemu Szeryfowi Romero. Dylan w mieście spotyka Bradley, która prosi go o pomoc w dostaniu się do biura jej ojca, zlokalizowanego u szefa jego i Dylana. Norma udaje się do pośrednika nieruchomości, od którego żąda ponownego wystawienia motelu na aukcję i zwrotu pieniędzy za zakup, z uwagi na zatajenie planów budowy obwodnicy. W szkole Norman otrzymuje pochwałę od nauczycielki, która docenia jego wypracowanie oraz proponuje publikację i wspólną redakcję tekstu. Gdy chłopak wraca do domu przynosi ze sobą spreparowaną skórę suczki Juno, którą przygotował razem z ojcem Emmy i sprawdza znaczenie swojego snu w internecie. Norma podczas sprzątania pokoju gości zauważa, jak przed motelem zwalnia i odjeżdża samochód Jake’a Abernathy'ego. Następnego dnia, Dylan w pracy pyta szefa o biuro Jerry’ego Martina i dowiaduje się o niechęci jaką Gil darzył zmarłego ojca Bradley. Dylan uzyskuje pozwolenie na wykorzystanie biura, pod warunkiem wyrzucenia wszystkiego co się w nim znajduje. W motelu Emma spełnia prośbę Normy i zwraca uwagę lokatorowi palącemu marihuanę. W szkole zaś Norman rozmawia o wypracowaniu z nauczycielką, która wzrusza się treścią pracy chłopaka. Norma spotyka się w motelu z szeryfem, który chwilę wcześniej przymyka oko na palących marihuanę gości. W trakcie rozmowy dowiaduje się o fałszywych danych Jake’a Abernathy'ego i braku możliwości jego odnalezienia. Emma dostaje od jednego z trymerów – Gunnera babeczkę, którą wcześniej jej oferował i po zwalczeniu wątpliwości zjada ją. Dylan spotyka się z Bradley i proponuje jej przekazanie rzeczy ojca z biura, dziewczyna jednak podejmuje manipulację, dzięki której Dylan zgadza się wprowadzić ją do biura ojca. Norma proponuje młodszemu synowi wyprowadzenie się na Hawaje, ten jednak odmawia i wszczyna kłótnię, którą przerywa Emma będąca pod wpływem narkotyku zawartego w babeczce. Dylan zostaje przyłapany z Bradley podczas włamania do siedziby Gilla, przez Remo który do nich strzela. Dylan z dogaduje się z partnerem i zyskuje 10 minut podczas których może wpuścić dziewczynę do gabinetu jej ojca. Dziewczyna szuka w nim złotego zegarka ojca, ale znajduje listy od obcej kobiety a Dylan ją pociesza. W domu Norma pyta syna o to czy może z nim spać i wspólnie wspominają jego dzieciństwo. Norman spotyka się w szkole z nauczycielką, która nakłania go na publikację opowiadania wbrew woli matki. Norma udaje się wieczorem do biura pośrednika nieruchomości, chcąc uzyskać informacje o sprzedaży domu, jednak dowiaduje się o braku chętnych i atakując pośrednika grozi mu pozwem. Gdy Norma wychodzi z motelu, wsiada do samochodu i dostrzega mandat za wycieraczką, który został podłożony przez mężczyznę podającego się za Jake’a Abernathy'ego, ten zaś atakuje ją z tylnego siedzenia i rości od niej zwrotu kwoty 150 000 dolarów jaką winien był mu Shelby. Kobieta zgadza się oddać mu pieniądze jednak mimo to słyszy groźby pod adresem swoich synów. |    |                                |                                |                |                                           |                  |                                |                   |
| 10 | 10 | Midnight                       | Północ                         | Tucker Gates   | Carlton Cuse Kerry Ehrin                  | 20 maja 2013     | 16 czerwca 2013                | 2,697             |
| Norma prosi o pomoc szeryfa Romero w związku z nękaniem jakiego doświadcza ze strony wierzyciela Shelby'ego, na co szeryf obiecuje się tym zająć. W szkole Norman spotyka Emmę, która chce zrezygnować z udziału w szkolnym balu, jednak ten przekonuje ją aby poszła tam z nim. Norma w tym samym czasie prosi Dylana o broń, a Romero udaje się do garażu Shelby'ego po gotówkę dla Jake’a. Norma zgłasza się z prośbą do psychologa Normana o pomoc w radzeniu sobie ze stresem, jednak źle się czuje i postanawia przełożyć wizytę. W szkole Norman podsłuchuje przypadkiem rozmowę swojej nauczycielki z mężczyzną, a ona prosi go o zachowanie jej treści w tajemnicy. Romero spotyka się z siostrą Summersa, która prowadziła księgowość motelu i wiedziała o procederze handlu ludźmi. Uzyskuje od niej informacje o tożsamości mężczyzny, który żąda pieniędzy od Normy. W motelu Emma chwali się Normie sukienką jaką kupiła na bal i dostrzega bliznę na nodze pracodawczyni. Dylan daje swojej matce rewolwer i uczy ją strzelać. Podczas sprzątania pokojów w motelu Norma spotyka siostrę Keitha Summersa, która prosi Normę o oddanie pieniędzy Joemu Fioretti. Do domu Batesów przychodzi Bradley, która chce spotkać się z Dylanem, aby odzyskać rzeczy z biurka jej ojca, w tym również złoty zegarek. Oboje flirtują, co podsłuchuje Norman i wypomina mu przed pójściem na bal. Oczekując na przyjazd Emmy, Norma z synem rozmawia o swoim pochodzeniu i zwierza się mu z tego jak jej brat zmuszał ją do seksu. Kobieta wyjawia również pochodzenie swojej blizny, a po wyjściu Emmy i Normana, odbiera telefon od Joego Fiorettiego. W czasie gdy Norma wpycha do torby ubrania i poduszkę, przygotowując się do spotkania z Fiorettim, Norman i Emma zaczynają tańczyć na balu. Norman jednak dostrzega Bradley i ciągle patrzy w jej stronę, czym krzywdzi Emmę, która wybiega zostawiając Normana samego. Podchodzi do niego Richard, chłopak Bradley, który chce z nim porozmawiać, zarzuca mu wykorzystanie Bradley i uderza w twarz. W drodze do domu spotyka swoją nauczycielkę, która zawozi go do domu i opatruje ranę. Norma udaje się na spotkanie z rewolwerem i fałszywą torbą, gdzie dostrzega Romero z torbą. Na spotkanie przyjeżdża również Joe, a całą rozmowę podsłuchuje Norma. Romero proponuje Fiorettiemu nowe warunki współpracy i gdy ten schyla się aby zabrać pieniądze, zostaje zastrzelony przez Romero. Nauczycielka w swoim mieszkaniu oczyszcza ranę na nosie Normana i idzie się przebrać, podczas gdy ten dręczony wizją własnej matki ucieka, którą ostatecznie spotyka pod domem i mówi jej o wydarzeniach z balu, jednak nie pamięta co działo się przed tym jak ocknął się biegnąc po drodze. Odcinek kończy się ujęciem nauczycielki leżącej w kałuży krwi we własnej sypialni. |    |                                |                                |                |                                           |                  |                                |                   |